# AIRNovel
AIRNovel（エアーノベル）はビジュアルノベルを制作するためのゲームエンジンである。anスクリプトと呼ばれるスクリプトを記述してゲームを作成する。オープンソースであり、無償で利用できる。Adobe AIRを利用して開発されているため、作成したゲームはAndroid、Linux、macOS、Windowsで動作する。さらにウェブブラウザ上で動作させることも可能である。